# Fort Sumner
Fort Sumner, actuellement en ruines, était à l'origine un fort militaire dans le comté de Baca dans le sud-est du  Nouveau-Mexique construit par l'architecte Alexander LaRue. Ce fort était chargé de contrôler l'internement des populations Navajos et Mescaleros, entre 1863 et 1868 sur la réserve dite de Bosque Redondo, située à proximité immédiate. Elle est considérée par certains comme un camp de concentration.

## Histoire
Le 31 octobre 1862, le Congrès des États-Unis autorisa la création de Fort Sumner. Le général James Henry Carleton justifia d'abord l'entreprise par la nécessité de protéger les colons de la vallée du Pecos des Mescaleros Apaches, des Kiowas et des Comanches. Il créa aussi la réserve du Bosque Redondo, une zone de  40 miles2 où plus de 9 000 Navajos et Mescaleros Apaches allaient être forcés de vivre car ils organisaient des razzias contre les colons blancs dans leurs régions d'origine.
La réserve, selon les objectifs, serait auto-suffisante, grâce à l'enseignement de l'agriculture moderne aux Amérindiens. Le général Edward Canby, qui remplaça Carleton, suggéra le premier que les Navajos devaient être déplacés dans une série de réserves et qu'on devait leur enseigner de nouvelles compétences. Certains à Washington D.C. pensaient que les Navajos ne devaient pas être déplacés, qu'une réserve devait être créée sur leurs terres. Des citoyens du Nouveau-Mexique étaient en faveur de l'extermination ou au moins de la déportation complète des Navajos de leurs terres.
Le général Carleton donna l'ordre au colonel Christopher "Kit" Carson de faire le nécessaire pour amener d'abord les Mescaleros, puis les Navajos à Bosque Redondo. Tous les Mescaleros Apaches y étaient arrivés à la fin de 1862, mais les Navajos n'arrivèrent en grand nombre qu'au début de 1864. Les Navajos appellent le parcours du pays Navajo à Bosque la Longue Marche. C'est un souvenir amer pour beaucoup d'entre eux. Un participant rapporte :
« Au cours de lentes étapes, nous voyagions vers l'Est par ce qui est maintenant Gallup et Chusbbito, Bear Spring, qui est maintenant appelé Fort Wingate. Vous demandez comment ils nous traitaient ? S'il y avait de la place, les soldats installaient les femmes et les enfants dans les chariots. Certains même les faisaient monter derrière eux sur leurs chevaux. Je n'ai jamais été capable de comprendre un peuple qui vous tue un jour et le lendemain joue avec vos enfants... »
Il y avait environ 8 500 Navajos et 500 Mescaleros Apaches internés à Bosque Redondo en avril 1865. L'armée n'avait prévu que l'arrivée de 5 000 d'entre eux, la nourriture fut donc un problème dès le début. Les Navajos et les Mescaleros Apaches avaient été longtemps ennemis et dès lors qu'ils étaient contraints à la promiscuité, des bagarres éclataient souvent. La qualité de l'environnement se détériora. Les Indiens internés n'avaient pas d'eau propre, celle-ci était fortement chargée d'alcalis et il n'y avait pas de bois pour cuisiner. L'eau de la rivière voisine, le Pecos, provoquait de graves problèmes intestinaux et la maladie se répandait rapidement dans le camp. La nourriture était en quantité insuffisante, à cause des mauvaises récoltes, du détournement par l'armée et les intermédiaires indiens et de diverses activités criminelles.

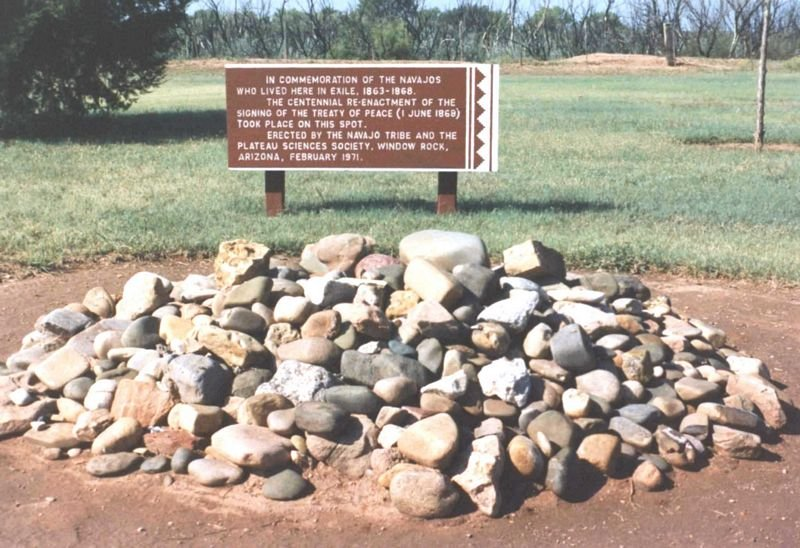
Pierres marquant l'emplacement de la signature du traité du 1er juin 1868 (monument érigé en 1971 par les Navajos).

La production de grains avait été bonne en 1865 et 1866, mais en 1867 elle fut très mauvaise. Les officiers de l'armée et les agents indiens se rendirent compte que l'expérience de Bosque Redondo était un échec.
En 1865, les Mescaleros Apaches, ou au moins ceux assez forts pour voyager, réussirent à s'échapper pour retourner dans leur pays. Les Navajos ne furent pas autorisés à quitter la réserve avant mai 1868, lorsque l'armée américaine reconnut finalement l'échec de la tentative.
Le 1er juin 1868, un traité fut signé avec les Navajos, qui furent autorisés à retourner dans leur pays natal, vers une nouvelle réserve. Là, ils furent rejoints par les milliers de Navajos qui s'étaient cachés dans l'arrière-pays de l'Arizona. Au cours des années suivantes, ils étendirent la nouvelle réserve au-delà de 65 000 km2.

## Divers

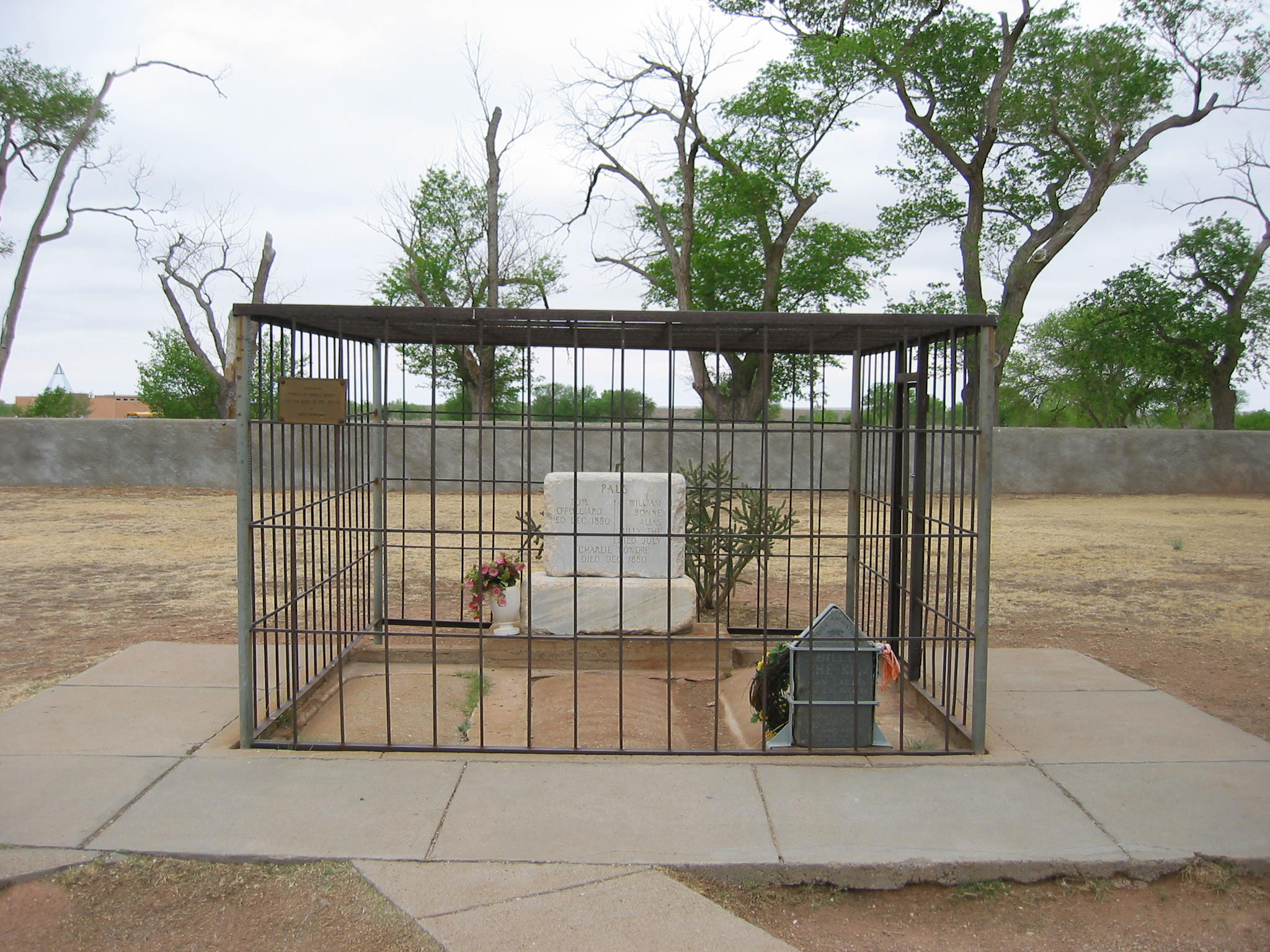
Tombes de Billy the Kid et de ses compagnons à Fort Sumner.

Le shérif Pat Garrett du comté de Lincoln (Lincoln County, New Mexico), y acquit une grande célébrité en abattant Billy the Kid le 14 juillet 1881 dans le vieux fort alors désaffecté.